# Омгинка
Омгинка — река в России, протекает в Кизнерском районе Удмуртии. Устье реки находится в 30 км по правому берегу реки Казанки. Длина реки составляет 18 км.
Исток реки северо-западнее деревни Верхняя Муркозь в 45 км к северо-западу от Кизнера близ границы с Кировской областью. Река течёт на юг, в среднем течении протекает деревню Старая Омга. Приток — Мулдыквай (правый).

## Данные водного реестра
По данным государственного водного реестра России относится к Камскому бассейновому округу, водохозяйственный участок реки — Вятка от водомерного поста посёлка городского типа Аркуль до города Вятские Поляны, речной подбассейн реки — Вятка. Речной бассейн реки — Кама.
По данным геоинформационной системы водохозяйственного районирования территории РФ, подготовленной Федеральным агентством водных ресурсов:
- Код водного объекта в государственном водном реестре — 10010300512111100040364
- Код по гидрологической изученности (ГИ) — 111104036
- Код бассейна — 10.01.03.005
- Номер тома по ГИ — 11
- Выпуск по ГИ — 1